# 강릉 정동진 해안단구
강릉 정동진 해안단구(江陵 正東津 海岸段丘)는 대한민국 강원특별자치도 강릉시 강동면 정동진에 있는, 제3기 말에 일어난 지반융기작용에 의하여 형성되었다. 2004년 4월 9일 대한민국의 천연기념물 제437호로 지정되었다.

## 개요
정동진 해안단구는 제3기말에 일어난 지반융기작용에 의하여 형성된 것으로 해석되며 단구층은 200~250만년 전에 형성되었다.
해안단구가 해수면과 접하는 곳에 경사가 급한 암벽인 해식애가 존재하는 것은 이 지역의 기반암이 주로 사암으로 구성되어 있고 또 오랫동안 파도의 침식작용에 의하여 깎아졌기 때문이다. 또한 해안단구에는 동해쪽으로 수개의 깊은 골짜기가 형성되어 있는데 이 골짜기도 해수의 침식과 관련이 있다. 정동진 해안단구는 우리나라 지괴가 약 200∼250만년 전에는 해수면이 현재보다 약 80m 높은곳에 있었는데 그 후에 일어난 지반융기작용에 의하여 현 해수면까지 후퇴했다는것을 알려준다.
해안단구는 해안을 따라 발달해 있는 해식애와 단구 위의 평탄한 지면에 쌓여 있는 퇴적층이 중요한 구성요소로 정동진 해안단구는 학술적으로 우리나라의 지질구조 발달 과정과 퇴적환경, 지각운동, 해수의 침식작용, 해수면 변동 연구에 대단히 중요하고 자연과학 학습장으로서의 가치가 매우 크다.

## 같이 보기
- 강릉시의 지질
- 한국의 지질
- 정동심곡바다부채길
- 정동진
- 제3기

## 참고 자료
- 강릉 정동진 해안단구 - 국가유산청 국가유산포털